# Col Lachard
Le col Lachard est un col routier du plateau de Chambaran sur la route départementale 154, situé dans le département de l'Isère à 698 mètres d'altitude (le panneau routier indique 695 mètres). C'est un des plus hauts cols routiers de ce plateau.

## Géographie

### Situation et accès
Le col de Lachard se situe dans le département de l'Isère, au cœur du plateau de Chambaran, massif forestier d'une altitude moyenne de 600 à 700 mètres qui domine de façon abrupte la plaine de l’Isère au sud et à l’est, et limité au nord par la plaine de Bièvre. Il se positionne sur la RD 154 entre les communes de Quincieu et de La Forteresse.

### Géologie
Le plateau du Chambaran est une vaste zone argileuse du Bas Dauphiné. Lors des glaciations de Riss et de Würm (les deux dernières périodes glaciaires dans les Alpes), le plateau s'est retrouvé entouré par deux langues glaciaires, au nord l'actuel plaine de Bièvre-Valloire et au sud l'actuel vallée de l'Isère, laissant les parties centrales en limite des débordements glaciaires comme en témoignent de nombreuses traces avec la présence de blocs erratiques dans les différents secteurs dominés par le col,.